# 梶野啓
梶野 啓（かじの ひろむ、1934年9月17日 - ）は、ドイツ文学者、奈良女子大学名誉教授。筆名・梶野 玲王。京都市生まれ。

## 経歴
1958年京都大学文学部独文科卒、1960年同大学院修士課程修了、大阪工業大学教養部助手、1963年奈良女子大学文学部講師、69年助教授、85年教授。97年定年退官、名誉教授、四国学院大学教授。1962年日本ゲーテ協会会長賞受賞。1975-76年西ドイツ・ボン大学に学ぶ。

## 著書
- 『文学理論ノート』梶野玲王 三省堂選書 (1978)
- 『複雑系とオートポイエシスにみる文学構想力 一般様式理論』海鳴社 (1997)
- 『ゲエテ自己様式化する宇宙（一般様式理論）』風間書房 (1998)

### 翻訳
- ハンス・カウフマン『ハイネ 詩と精神の展開』八木浩共訳 ミネルヴァ書房 (1973)

## 参考
- 梶野啓教授研究業績目録 研究年報 (1997)
- 『現代日本人名録』2002年